# Brachythecium rivularoides
Brachythecium rivularoides là một loài Rêu trong họ Brachytheciaceae. Loài này được (Müll. Hal.) Paris mô tả khoa học đầu tiên năm 1894.